# Vindelälven
Vindelälven este o arie protejată (arie specială de conservare — SAC, sit de importanță comunitară — SCI) din Suedia întinsă pe o suprafață de 58.496,7 ha, integral pe uscat.

## Localizare
Centrul sitului Vindelälven este situat la coordonatele 65°02′48″N 18°23′49″E / 65.0467°N 18.397°E.

## Înființare
Situl Vindelälven a fost declarat sit de importanță comunitară în decembrie 1998 pentru a proteja 1 specie de plante și 5 specii de animale. Situl a fost protejat și ca arie specială de conservare în decembrie 2009.

## Biodiversitate
Situată în ecoregiunile alpină și boreală, aria protejată conține 6 habitate naturale: Ape oligotrofe din câmpii nisipoase, cu un conținut foarte redus de minerale (Littorelletalia uniflorae), Ape stătătoare oligotrofe până la mezotrofe, cu vegetație de Littorelletea uniflorae și/sau de Isoëto-Nanojuncetea, Cursuri de apă de la nivel de câmpie la nivel montan, cu vegetație Ranunculion fluitantis și Callitricho-Batrachion, Lacuri și iazuri distrofice naturale, Râuri naturale fino-scandinave, Râuri de munte și vegetația erbacee de pe malurile acestora.
La baza desemnării sitului se află mai multe specii protejate:
- plante (1): Persicaria foliosa
- mamifere (1): vidră de râu (Lutra lutra)
- nevertebrate (2): Dytiscus latissimus, Margaritifera margaritifera
- pești (2): zglăvoacă (Cottus gobio), somonul (Salmo salar)